# Andreas Diermair
Andreas Diermair (* 29. September 1986 in Deutschlandsberg) ist ein österreichischer Schachspieler, der den Großmeistertitel trägt.

## Leben
Andreas Diermair studierte an der Montanuniversität Leoben.

## Erfolge im Schach
Bei der österreichischen Staatsmeisterschaften erkämpfte er mehrere Medaillen: 2006 in Köflach wurde er Dritter, 2011 in Linz Zweiter hinter Georg Fröwis und 2013 in Feldkirch-Gisingen erneut Dritter. 2017 wurde er in Graz erstmals Staatsmeister. Bei der Europameisterschaft 2012 in Plowdiw war Diermair hinter Markus Ragger zweitbester Österreicher.
Für die österreichische Nationalmannschaft spielte er bei den Mitropa-Cups 2007 sowie 2011 bis 2016. 2007 im französischen Merlimont erreichte Österreich mit Andreas Diermair am dritten Brett die Bronzemedaille, er hatte dabei eine Elo-Performance von 2577. 2015 gewann er in Mayrhofen mit Österreich den Wettbewerb. Bei der Mannschaftseuropameisterschaft 2013 in Warschau spielte er für Österreich am Reservebrett, ebenfalls bei der Schacholympiade 2014 in Tromsø.
Im Vereinsschach ist Andreas Diermair seit 1996 Mitglied des Schachvereines Frauental. In der österreichischen Schachbundesliga spielte er in den Saisons 2005/06, 2006/07 und 2008/09 für den SK MPÖ Maria Saal und seit 2011/12 für den SV Rapid Feffernitz, mit dem er auch am European Club Cup 2015 teilnahm und die österreichische Schachbundesliga 2016/17 und 2018/19 gewann.
Der Titel Internationaler Meister wurde für ihn für den Juni 2007 beantragt. Die erste IM-Norm hatte er erzielt beim 30. Elekes Memorial im Mai 2005, einem IM-Turnier in Budapest, die zweite Norm bei seinem dritten Platz in der österreichischen Staatsmeisterschaft im September 2006 und die dritte mit Übererfüllung in der österreichischen Schachbundesliga 2006/07. Er hatte jedoch noch nicht die erforderliche Elo-Zahl von 2400 erreicht. Zwar überschritt er diese nach Veröffentlichungsdatum erst im Mai 2011, doch durch eine hohe Zwischenwertung konnte er den Titel schon im August 2008 als siebter Spieler aus der Steiermark entgegennehmen. Im Juli 2018 wurde ihm der Großmeistertitel verliehen.

## Erfolge im Shōgi
Im Shōgi ist er Träger des 1. Kyū. Im September 2011 belegte er beim Austria Open in Graz den dritten Platz.